# 그날이 오면 (2018년 영화)
《그날이 오면》(영어: Come Sunday)은 미국에서 제작된 조슈아 마스턴 감독의 2018년 드라마 영화이다. 추이텔 에지오포가 실존 인물인 주인공 칼턴 피어슨 목사를 연기하였다. 그 외에 제이슨 시걸, 콘덜라 러샤드, 러키스 스탠필드, 본디 커티스홀, 대니 글러버, 마틴 신 등이 출연하였다.
2018년 제34회 선댄스 영화제에서 전 세계 최초로 상영되었으며, 2018년 4월 13일 넷플릭스를 통해 미국에 공개되었다.

## 줄거리
칼턴 피어슨 목사는 지옥이 없다는 설교를 하다가 교계에서 배척을 받는다.

## 출연
- 추이텔 에지오포 - 칼턴 피어슨 목사 역
- 마틴 신 - 오럴 로버츠 역
- 콘덜라 러샤드 - 지나 피어슨, 칼턴의 아내 역
- 제이슨 시걸 - 헨리 역
- 대니 글러버 - 퀸시 피어슨, 복역 중인 칼턴의 삼촌 역
- 러키스 스탠필드 - 레지 역
- 본디 커티스홀 - J. D. 엘리스 역
- 그레그 러츠 - 팻 로버트슨 역